# Puchar Świata w saneczkarstwie 2013/2014
Sezon 2013/2014 Pucharu Świata w saneczkarstwie – 37. sezon Pucharu Świata w saneczkarstwie. Rozpoczął się 16 listopada 2013 roku w norweskim mieście Lillehammer. Ostatnie zawody z tego cyklu zostały rozegrane 26 stycznia 2014 roku na torze w Siguldzie. Rozegranych zostało 33 konkursy: po 9 konkursów indywidualnych kobiet, mężczyzn oraz dwójek mężczyzn oraz odbyły się również sześciokrotnie zawody sztafet.
Podczas sezonu 2013/2014 odbyły się trzy imprezy, na których rozdane zostały medale. Podczas zawodów Pucharu Świata w kanadyjskim Whistler odbyły się jednocześnie Mistrzostwami Ameryki i Pacyfiku, zaś podczas rywalizacji w Siguldzie zawodnicy z Europy walczyli o tytuł w mistrzostwach Europy. Główną imprezą tego sezonu były Zimowe Igrzyska Olimpijskie 2014 w Soczi.
Poszczególne klasyfikacje generalne zostały zdominowane przez reprezentantów Niemiec. Wśród kobiet zwyciężyła drugi raz z rzędu Natalie Geisenberger, wśród mężczyzn Felix Loch, który zwyciężył trzeci raz z rzędu. Klasyfikację dwójek mężczyzn wygrała para Tobias Wendl - Tobias Arlt, zaś w sztafecie najlepsi zostali Niemcy przed Kanadą oraz Stanami Zjednoczonymi.

## Kalendarz Pucharu Świata
| Lp. | Data                 | Miejscowość | Konkurencja                                                    | 1. miejsce                                                                           | 2. miejsce                                                                           | 3. miejsce                                                                           |
| --- | -------------------- | ----------- | -------------------------------------------------------------- | ------------------------------------------------------------------------------------ | ------------------------------------------------------------------------------------ | ------------------------------------------------------------------------------------ |
| 1.  | 16-17 listopada 2013 | Lillehammer | Jedynki kobiet                                                 | Natalie Geisenberger                                                                 | Tatjana Iwanowa                                                                      | Alex Gough                                                                           |
| 1.  | 16-17 listopada 2013 | Lillehammer | Jedynki mężczyzn                                               | Dominik Fischnaller                                                                  | David Möller                                                                         | Felix Loch                                                                           |
| 1.  | 16-17 listopada 2013 | Lillehammer | Dwójki mężczyzn                                                | Niemcy Tobias Wendl · Tobias Arlt                                                    | Niemcy Toni Eggert · Sascha Benecken                                                 | Austria Andreas Linger · Wolfgang Linger                                             |
| 2.  | 23-24 listopada 2013 | Igls        | Jedynki kobiet                                                 | Natalie Geisenberger                                                                 | Tatjana Hüfner                                                                       | Anke Wischnewski                                                                     |
| 2.  | 23-24 listopada 2013 | Igls        | Jedynki mężczyzn                                               | Felix Loch                                                                           | David Möller                                                                         | Dominik Fischnaller                                                                  |
| 2.  | 23-24 listopada 2013 | Igls        | Dwójki mężczyzn                                                | Niemcy Toni Eggert · Sascha Benecken                                                 | Niemcy Tobias Wendl · Tobias Arlt                                                    | Austria Peter Penz · Georg Fischler                                                  |
| 2.  | 23-24 listopada 2013 | Igls        | Sztafety mieszane                                              | Niemcy Natalie Geisenberger · Felix Loch · Toni Eggert · Sascha Benecken             | Kanada Alex Gough · Samuel Edney · Tristan Walker · Justin Snith                     | Włochy Sandra Gasparini · Dominik Fischnaller · Christian Oberstolz · Patrick Gruber |
| 3.  | 30-1 grudnia 2013    | Winterberg  | Jedynki kobiet                                                 | Natalie Geisenberger                                                                 | Tatjana Hüfner                                                                       | Anke Wischnewski                                                                     |
| 3.  | 30-1 grudnia 2013    | Winterberg  | Jedynki mężczyzn                                               | Chris Eißler                                                                         | Armin Zöggeler                                                                       | David Möller                                                                         |
| 3.  | 30-1 grudnia 2013    | Winterberg  | Dwójki mężczyzn                                                | Niemcy Tobias Wendl · Tobias Arlt                                                    | Włochy Christian Oberstolz · Patrick Gruber                                          | Włochy Ludwig Rieder · Patrick Rastner · Austria Peter Penz · Georg Fischler         |
| 3.  | 30-1 grudnia 2013    | Winterberg  | Sztafety mieszane                                              | Włochy Sandra Gasparini · Dominik Fischnaller · Christian Oberstolz · Patrick Gruber | Stany Zjednoczone Kate Hansen · Tucker West · Christian Niccum · Jayson Terdiman     | Austria Nina Reithmayer · Daniel Pfister · Peter Penz · Georg Fischler               |
| 4.  | 6-7 grudnia 2013     | Whistler    | Jedynki kobiet                                                 | Natalie Geisenberger                                                                 | Alex Gough                                                                           | Anke Wischnewski                                                                     |
| 4.  | 6-7 grudnia 2013     | Whistler    | Jedynki mężczyzn                                               | Felix Loch                                                                           | Chris Mazdzer                                                                        | Dominik Fischnaller                                                                  |
| 4.  | 6-7 grudnia 2013     | Whistler    | Dwójki mężczyzn                                                | Niemcy Tobias Wendl · Tobias Arlt                                                    | Niemcy Toni Eggert · Sascha Benecken                                                 | Austria Peter Penz · Georg Fischler                                                  |
| 4.  | 6-7 grudnia 2013     | Whistler    | Sztafety mieszane                                              | Niemcy Natalie Geisenberger · Felix Loch · Tobias Wendl · Tobias Arlt                | Kanada Alex Gough · Samuel Edney · Tristan Walker · Justin Snith                     | Austria Nina Reithmayer · Reinhard Egger · Andreas Linger · Wolfgang Linger          |
| 5.  | 13-14 grudnia 2013   | Park City   | Jedynki kobiet                                                 | Natalie Geisenberger                                                                 | Anke Wischnewski                                                                     | Alex Gough                                                                           |
| 5.  | 13-14 grudnia 2013   | Park City   | Jedynki mężczyzn                                               | Armin Zöggeler                                                                       | Chris Mazdzer                                                                        | Wolfgang Kindl                                                                       |
| 5.  | 13-14 grudnia 2013   | Park City   | Dwójki mężczyzn                                                | Niemcy Tobias Wendl · Tobias Arlt                                                    | Austria Andreas Linger · Wolfgang Linger                                             | Niemcy Toni Eggert · Sascha Benecken                                                 |
| 5.  | 13-14 grudnia 2013   | Park City   | Sztafety mieszane                                              | Niemcy Natalie Geisenberger · Felix Loch · Tobias Wendl · Tobias Arlt                | Stany Zjednoczone Kate Hansen · Chris Mazdzer · Matthew Mortensen · Preston Griffall | Austria Nina Reithmayer · Wolfgang Kindl · Andreas Linger · Wolfgang Linger          |
| 6.  | 4-5 stycznia 2014    | Königssee   | Jedynki kobiet                                                 | Natalie Geisenberger                                                                 | Tatjana Hüfner                                                                       | Alex Gough                                                                           |
| 6.  | 4-5 stycznia 2014    | Königssee   | Jedynki mężczyzn                                               | Felix Loch                                                                           | Armin Zöggeler                                                                       | Gregory Carigiet                                                                     |
| 6.  | 4-5 stycznia 2014    | Königssee   | Dwójki mężczyzn                                                | Niemcy Tobias Wendl · Tobias Arlt                                                    | Niemcy Toni Eggert · Sascha Benecken                                                 | Kanada Tristan Walker · Justin Snith                                                 |
| 6.  | 4-5 stycznia 2014    | Königssee   | Sztafety mieszane                                              | Niemcy Natalie Geisenberger · Felix Loch · Tobias Wendl · Tobias Arlt                | Kanada Alex Gough · Samuel Edney · Tristan Walker · Justin Snith                     | Włochy Sandra Gasparini · Armin Zöggeler · Ludwig Rieder · Patrick Rastner           |
| 7.  | 11-12 stycznia 2014  | Oberhof     | Jedynki kobiet                                                 | Tatjana Hüfner                                                                       | Natalie Geisenberger                                                                 | Dajana Eitberger                                                                     |
| 7.  | 11-12 stycznia 2014  | Oberhof     | Jedynki mężczyzn                                               | Felix Loch                                                                           | Andi Langenhan                                                                       | Julian von Schleinitz                                                                |
| 7.  | 11-12 stycznia 2014  | Oberhof     | Dwójki mężczyzn                                                | Niemcy Toni Eggert · Sascha Benecken                                                 | Niemcy Tobias Wendl · Tobias Arlt                                                    | Rosja Władisław Jużakow · Władimir Machnutin                                         |
| 8.  | 18-19 stycznia 2014  | Altenberg   | Jedynki kobiet                                                 | Natalie Geisenberger                                                                 | Alex Gough                                                                           | Kimberley McRae                                                                      |
| 8.  | 18-19 stycznia 2014  | Altenberg   | Jedynki mężczyzn                                               | Felix Loch                                                                           | Albert Diemczenko                                                                    | Andi Langenhan                                                                       |
| 8.  | 18-19 stycznia 2014  | Altenberg   | Dwójki mężczyzn                                                | Niemcy Tobias Wendl · Tobias Arlt                                                    | Niemcy Toni Eggert · Sascha Benecken                                                 | Austria Peter Penz · Georg Fischler                                                  |
| 8.  | 18-19 stycznia 2014  | Altenberg   | Sztafety mieszane                                              | Rosja Tatjana Iwanowa · Albert Diemczenko · Władisław Jużakow · Władimir Machnutin   | Kanada Alex Gough · Samuel Edney · Tristan Walker · Justin Snith                     | Niemcy Natalie Geisenberger · Felix Loch · Tobias Wendl · Tobias Arlt                |
| 9.  | 25-26 stycznia 2014  | Sigulda     | Jedynki kobiet                                                 | Kate Hansen                                                                          | Alex Gough                                                                           | Natalja Choriewa                                                                     |
| 9.  | 25-26 stycznia 2014  | Sigulda     | Jedynki mężczyzn                                               | Armin Zöggeler                                                                       | Johannes Ludwig                                                                      | Dominik Fischnaller                                                                  |
| 9.  | 25-26 stycznia 2014  | Sigulda     | Dwójki mężczyzn                                                | Włochy Christian Oberstolz · Patrick Gruber                                          | Rosja Władisław Jużakow · Władimir Machnutin                                         | Austria Andreas Linger · Wolfgang Linger                                             |
| ME  |                      | Sigulda     | 21 – 26 stycznia 2014 Mistrzostwa Europy w Saneczkarstwie 2014 | 21 – 26 stycznia 2014 Mistrzostwa Europy w Saneczkarstwie 2014                       | 21 – 26 stycznia 2014 Mistrzostwa Europy w Saneczkarstwie 2014                       | 21 – 26 stycznia 2014 Mistrzostwa Europy w Saneczkarstwie 2014                       |

## Klasyfikacje

### Jedynki kobiet
| Miejsce | Pilot                | Reprezentacja     | LIL | IGL | WIN | WHI | PCI | KON | OBE | ALT | SIG | Punkty |
| ------- | -------------------- | ----------------- | --- | --- | --- | --- | --- | --- | --- | --- | --- | ------ |
| 1.      | Natalie Geisenberger | Niemcy            | 1   | 1   | 1   | 1   | 1   | 1   | 2   | 1   | —   | 785    |
| 2.      | Alex Gough           | Kanada            | 3   | 7   | 4   | 2   | 3   | 3   | 5   | 2   | 2   | 626    |
| 3.      | Tatjana Hüfner       | Niemcy            | 13  | 2   | 2   | 4   | 7   | 2   | 1   | 4   | —   | 551    |
| 4.      | Anke Wischnewski     | Niemcy            | 7   | 3   | 3   | 3   | 2   | 7   | 4   | 7   | —   | 493    |
| 5.      | Dajana Eitberger     | Niemcy            | 47  | 4   | 9   | 6   | 5   | 4   | 3   | 5   | 7   | 432    |
| 6.      | Erin Hamlin          | Stany Zjednoczone | 8   | 6   | 6   | 5   | 8   | 13  | 10  | 6   | 4   | 415    |
| 7.      | Kate Hansen          | Stany Zjednoczone | 12  | 23  | 7   | 7   | 4   | 15  | 12  | 21  | 1   | 384    |
| 8.      | Tatjana Iwanowa      | Rosja             | 2   | 11  | 5   | —   | —   | 11  | 6   | 8   | 5   | 355    |
| 9.      | Kimberley McRae      | Kanada            | 18  | 24  | 10  | 11  | 10  | 5   | 14  | 3   | 6   | 349    |
| 10.     | Sandra Gasparini     | Włochy            | 6   | 9   | 18  | 12  | 12  | 8   | 13  | 11  | 13  | 312    |
| 11.     | Natalja Choriewa     | Rosja             | 10  | 13  | 22  | 13  | 17  | 14  | 9   | 15  | 3   | 302    |
| 12.     | Martina Kocher       | Szwajcaria        | 16  | 14  | 14  | 19  | 20  | 6   | 7   | 9   | 14  | 287    |
| 13.     | Aleksandra Rodionowa | Rosja             | 20  | 17  | 11  | 8   | 15  | dnf | 8   | 13  | 9   | 274    |
| 14.     | Summer Britcher      | Stany Zjednoczone | dnf | 8   | 36  | 15  | 9   | 10  | 16  | 14  | 12  | 249    |
| 15.     | Elīza Tīruma         | Łotwa             | 4   | 18  | 8   | 18  | 23  | dsq | —   | 25  | 11  | 230    |
| ...     | ...                  | ...               | ... | ... | ... | ... | ... | ... | ... | ... | ... | ...    |
| 23.     | Ewa Kuls             | Polska            |     |     |     |     |     |     |     |     |     | 153    |
| 24.     | Natalia Wojtuściszyn | Polska            |     |     |     |     |     |     |     |     |     | 147    |

### Jedynki mężczyzn
| Miejsce | Pilot               | Reprezentacja     | LIL | IGL | WIN | WHI | PCI | KON | OBE | ALT | SIG | Punkty |
| ------- | ------------------- | ----------------- | --- | --- | --- | --- | --- | --- | --- | --- | --- | ------ |
| 1.      | Felix Loch          | Niemcy            | 3   | 1   | 4   | 1   | 5   | 1   | 1   | 1   | —   | 685    |
| 2.      | Armin Zöggeler      | Włochy            | 4   | 5   | 2   | 10  | 1   | 2   | 22  | 5   | 1   | 595    |
| 3.      | Dominik Fischnaller | Włochy            | 1   | 3   | 5   | 3   | 4   | 4   | 9   | 28  | 3   | 534    |
| 4.      | David Möller        | Niemcy            | 2   | 2   | 3   | 4   | 6   | 6   | 5   | 4   | —   | 515    |
| 5.      | Chris Mazdzer       | Stany Zjednoczone | 14  | 4   | 15  | 2   | 2   | 21  | 18  | 9   | 7   | 412    |
| 6.      | Andi Langenhan      | Niemcy            | 13  | 9   | 11  | 5   | 15  | 8   | 2   | 3   | —   | 381    |
| 7.      | Samuel Edney        | Kanada            | 20  | 6   | 6   | 6   | 8   | 5   | 20  | 6   | 10  | 375    |
| 8.      | Wolfgang Kindl      | Austria           | 5   | 11  | 21  | 14  | 3   | 19  | 7   | 13  | 11  | 339    |
| 9.      | Reinhard Egger      | Austria           | 29  | 8   | 18  | 8   | 10  | 7   | 6   | 11  | 13  | 315    |
| 10.     | Gregory Carigiet    | Szwajcaria        | 11  | 16  | 10  | 7   | 18  | 3   | 17  | 7   | 22  | 304    |
| 11.     | Daniel Pfister      | Austria           | 6   | 7   | 29  | 12  | 9   | 9   | dnf | 12  | 15  | 284    |
| 12.     | Johannes Ludwig     | Niemcy            | 24  | 12  | 17  | 13  | 10  | 26  | —   | 8   | 2   | 281    |
| 13.     | Mārtiņš Rubenis     | Łotwa             | 8   | 17  | 19  | 25  | 13  | —   | 8   | 17  | 4   | 268    |
| 14.     | Albert Diemczenko   | Rosja             | 7   | 10  | 30  | —   | —   | dnf | 4   | 2   | dns | 253    |
| 15.     | Thor Haug Norbech   | Norwegia          | 25  | 25  | 13  | 9   | 7   | —   | 24  | 10  | 9   | 239    |
| ...     | ...                 | ...               | ... | ... | ... | ... | ... | ... | ... | ... | ... | ...    |
| 32.     | Maciej Kurowski     | Polska            |     |     |     |     |     |     |     |     |     | 103    |

### Dwójki mężczyzn
| Miejsce | Pilot                                 | Reprezentacja     | LIL | IGL | WIN | WHI | PCI | KON | OBE | ALT | SIG | Punkty |
| ------- | ------------------------------------- | ----------------- | --- | --- | --- | --- | --- | --- | --- | --- | --- | ------ |
| 1.      | Tobias Wendl Tobias Arlt              | Niemcy            | 1   | 2   | 1   | 1   | 1   | 1   | 2   | 1   | —   | 770    |
| 2.      | Toni Eggert Sascha Benecken           | Niemcy            | 2   | 1   | dnf | 2   | 3   | 2   | 1   | 2   | —   | 630    |
| 3.      | Christian Oberstolz Patrick Gruber    | Włochy            | 4   | 4   | 2   | 8   | 5   | 6   | 4   | 10  | 1   | 548    |
| 4.      | Peter Penz Georg Fischler             | Austria           | 9   | 3   | 3   | 3   | 6   | 4   | 5   | 3   | 4   | 544    |
| 5.      | Ludwig Rieder Patrick Rastner         | Włochy            | 11  | 6   | 3   | 7   | 4   | 7   | 6   | 6   | 7   | 452    |
| 6.      | Andreas Linger Wolfgang Linger        | Austria           | 3   | 5   | —   | 5   | 2   | dnf | 14  | 5   | 3   | 438    |
| 7.      | Tristan Walker Justin Snith           | Kanada            | 19  | 12  | 5   | 4   | 8   | 3   | 8   | 8   | 8   | 407    |
| 8.      | Władisław Jużakow Władimir Machnutin  | Rosja             | 5   | 9   | 7   | —   | —   | 10  | 3   | 4   | 2   | 391    |
| 9.      | Andris Šics Juris Šics                | Łotwa             | 12  | 7   | 6   | 10  | 10  | 5   | 12  | 9   | 5   | 381    |
| 10.     | Matthew Mortensen Preston Griffall    | Stany Zjednoczone | 13  | 15  | 17  | 9   | 9   | dnf | 11  | 16  | 13  | 267    |
| 11.     | Aleksandr Dienisjew Władisław Antonow | Rosja             | 7   | 16  | 8   | —   | —   | 12  | 20  | 7   | 6   | 262    |
| 12.     | Lukáš Brož Antonín Brož               | Czechy            | 14  | 17  | 26  | 14  | 14  | 14  | 10  | 14  | 10  | 251    |
| ...     | ...                                   | ...               | ... | ... | ... | ... | ... | ... | ... | ... | ... | ...    |
| 19.     | Patryk Poręba Karol Mikrut            | Polska            |     |     |     |     |     |     |     |     |     | 184    |
| 21.     | Artur Petyniak Adam Wanielista        | Polska            |     |     |     |     |     |     |     |     |     | 166    |
| 35.     | Artur Gędzius Jakub Kowalewski        | Polska            |     |     |     |     |     |     |     |     |     | 23     |

### Sztafety mieszane
| Miejsce | Reprezentacja     | IGL | WIN | WHI | PCI | KON | ALT | Punkty |
| ------- | ----------------- | --- | --- | --- | --- | --- | --- | ------ |
| 1.      | Niemcy            | 1   | 9   | 1   | 1   | 1   | 3   | 509    |
| 2.      | Kanada            | 2   | dsq | 2   | 4   | 2   | 2   | 400    |
| 3.      | Stany Zjednoczone | 4   | 2   | 4   | 2   | 5   | 6   | 395    |
| 4.      | Włochy            | 3   | 1   | 5   | 5   | 3   | dsq | 350    |
| 5.      | Łotwa             | 6   | 4   | 6   | 7   | 6   | 4   | 316    |
| 6.      | Austria           | 5   | 3   | 3   | 3   | dsq | 9   | 304    |
| 7.      | Rosja             | dsq | dnf | 7   | 6   | 4   | 1   | 256    |
| 8.      | Słowacja          | 7   | dnf | 8   | 8   | 7   | 5   | 231    |
| 9.      | Czechy            | 9   | 7   | dnf | 9   | 8   | 7   | 212    |
| 10.     | Polska            | 8   | 5   | 10  | 10  | 9   | dns | 208    |
| 11.     | Rumunia           | 10  | 6   | 9   | 11  | 10  | dnf | 195    |
| 12.     | Korea Południowa  | 13  | 8   | 11  | 13  | —   | 8   | 178    |
| 13.     | Ukraina           | 11  | dnf | dsq | 12  | —   | —   | 66     |
| 14.     | Kazachstan        | 12  | dnf | —   | dsq | —   | —   | 32     |